# 대한민국의 교역 정책
대한민국의 교역 정책은 개방경제와 자유무역을 지향하며, 수출에 기반을 두고 있다.

## 역사

### 기원
대륙과 섬을 연결하는 반도 국가로서 육상 및 해상 운송에 기반한 중계 무역이 성행하였다. 특히 이는 고조선, 삼국시대, 남북국시대, 고려와 조선 시대에도 비슷한 양상이었다. 반도 국가의 이점을 살리면서, 가야의 철, 고려의 인삼, 조선의 칠기 등을 주변 국가들과 교역하였다는 점이다.

### 근대
격동하는 19세기와 20세기를 겪으면서 조선은 외부와 단절을 강제적으로 포기하게 됨에 따라 근대적 조약을 체결하며 교역을 본격적으로 실행하게 된다. 기존에는 청나라 및 일본국과 제한적으로 교역을 하였다면, 이제는 미국, 프랑스, 영국, 러시아 등 서구 열강들과 교역을 하게 된 것이다. 일제강점기를 겪으며 국권이 침탈되고, 미군정을 겪으며 교역에 대한 자주권을 잃었으나, 국내적 혼란이 줄어들게 됨에 따라 대한민국의 교역 정책 또한 기반을 잡게 되었다.

### 현대
1960년대부터 본격적으로 농업에서 공업으로 전환과 1차 산업의 발전, 1970년대와 1980년대를 겪으면서 중공업과 2차 산업의 발전을 이룩하였다. 1990년대와 2000년대를 겪으면서 본격적으로 IT산업과 디지털 산업을 육성하면서 4차 산업혁명에 대한 준비를 이어가게 된다.
제조업을 기반으로 하여 우수한 품질과 기술력, 그리고 저렴한 가격을 이점으로 한국은 수출 주도의 경제성장을 이끌어냈다. 이러한 이유에 의해서, 교역에 있어서 이를 자유롭게 하는 개방 경제 체제와 자유 무역은 필수적인 것이었다. 폐쇄 경제와 보호 무역은 한국과 같은 수춣 중심 국가들에게는 매우 큰 손실을 야기할 수 있기 때문이다. 한국은 더 나아가 WTO의 회원국으로서 활발한 수출입 활동을 진행하며, 자유 무역 협정, 지역 무역 협정, 그리고 다자 무역 협정을 다양한 국가들과 체결하고 있다. 오늘날 한국은 총 59개 국가와 자유 무역 협정을 체결한 상태이다.